# Kardamom
Kardamóm je začimba narejena iz semen več rastlin iz rodov znanstveno ime Elettaria cardamomum in Amomum iz družine Zingiberaceae. Oba rodova sta doma na Indijski podcelini in v Indoneziji. Prepoznamo jih po majhnih semenskih strokih: trikotni v prerezu in vretenasti, s tanko papirnato zunanjo lupino in majhnimi črnimi semeni; stroki Elettaria so svetlo zeleni in manjši, Amomum pa večji in temno rjavi.
Vrste, ki se uporabljajo za kardamom, so avtohtone po vsej tropski in subtropski Aziji. Prve omembe kardamoma najdemo v Sumeriji in v ajurvedski literaturi Indije. Danes ga gojijo tudi v Gvatemali, Maleziji in Tanzaniji. Nemški sadilec kave Oscar Majus Klöffer je pred prvo svetovno vojno uvedel indijski kardamom v gojenje v Gvatemali; do leta 2000 je ta država postala največja proizvajalka in izvoznica kardamoma na svetu, sledila ji je Indija.
Na Slovenskem je manj znan, značilen je za kulinariko Jugovzhodne Azije. Je obvezna sestava karija, tam ga veliko uporabljajo v slanih jedeh. V arabskih deželah ga dodajajo v kavo.

## Etimologija
Beseda kardamom izhaja iz latinskega cardamōmum, ki je latinizacija grškega καρδάμωμον (kardámōmon), sestavljenke iz κάρδαμον (kárdamon, »kreša«) in ἄμωμον (ámōmon), kar je bilo verjetno ime za nekakšno indijsko začimbnico.
Najzgodnejša potrjena oblika besede κάρδαμον, ki pomeni »kreša«, je mikenska grška ka-da-mi-ja, zapisana v linearni B zlogovni pisavi na seznamu arom na tablicah »Spice«, ki so jih našli med arhivi palače leta Hiša sfinge v Mikenah.
Sodobno ime rodu Elettaria izhaja iz korena ēlam, ki je izpričan v dravidskih jezikih.

## Vrste in distribucija
Dve glavni vrsti kardamoma sta:
- Pravi ali zeleni kardamom (ali če je beljen, beli kardamom[11]) prihaja iz vrste Elettaria cardamomum in je razširjen od Indije do Malezije. Kar se pogosto imenuje beli kardamom, je pravzaprav siamski kardamom, Amomum krervanh.[12]
- Črni kardamom, znan tudi kot rjavi, večji, veliki, daljši ali nepalski kardamom, izvira iz vrste Amomum subulatum in izvira iz vzhodne Himalaje ter se večinoma goji v vzhodnem Nepalu, Sikimu in delih okrožja Dardžiling v Zahodni Bengaliji v Indiji in južnem Butanu.

Dve vrsti kardamoma, καρδάμωμον in ἄμωμον, je v 4. stoletju pred našim štetjem ločil Teofrast. Poroča, da so nekateri ljudje verjeli, da prihajajo iz Medije, drugi pa iz Indije.

## Uporaba
Obe obliki kardamoma se uporabljata kot arome in kuharske začimbe v hrani in pijači ter kot zdravilo. E. cardamomum (zeleni kardamom) se uporablja kot začimba, sredstvo za žvečenje ali kajenje.

### Hrana in pijača
Kardamom ima močan, edinstven okus, z intenzivno aromatično, smolnato dišavo. Črni kardamom ima izrazito bolj dimljeno, čeprav ne grenko aromo, s hladnostjo, za katero nekateri menijo, da je podobna meti.
Zeleni kardamom je ena najdražjih začimb glede na težo, vendar je za dodajanje okusa potrebno malo. Najbolje ga je shraniti v stroku, saj izpostavljena ali zmleta semena hitro izgubijo okus. Mletje strokov in semen skupaj znižuje kakovost in ceno. Za recepte, ki zahtevajo cele stroke kardamoma, je splošno sprejet ekvivalent 10 strokov enakih 1+1⁄2 čajne žličke mletega kardamoma.
Kardamom je pogosta sestavina indijske kuhinje. Pogosto se uporablja tudi pri peki v nordijskih državah, zlasti na Švedskem, Norveškem in Finskem, kjer se uporablja v tradicionalnih dobrotah, kot so skandinavski božični kruh Julekake, švedska sladka žemljica kardemummabullar in finski sladki kruh pulla. Na Bližnjem vzhodu se zeleni kardamom v prahu uporablja kot začimba za sladke jedi, pa tudi kot tradicionalna aroma v kavi in čaju. Kardamom se v veliki meri uporablja v slanih jedeh. V nekaterih državah Bližnjega vzhoda kavo in kardamom pogosto zmeljejo v lesenem možnarju, mihbaju, in skupaj kuhajo v ponvi, mehmasu, nad lesom ali plinom, da dobijo mešanico s kar 40 % kardamoma.
V Aziji se obe vrsti kardamoma pogosto uporabljata v sladkih in slanih jedeh, zlasti na jugu. Oba sta pogosti sestavini začimbnih mešanic, kot so indijske in nepalske masale ter tajske kari paste. Zeleni kardamom se pogosto uporablja v tradicionalnih indijskih slaščicah in v masala chai (začinjenem čaju). Oboje se pogosto uporablja tudi kot okras v basmati rižu in drugih jedeh. Posamezna semena včasih žvečijo in uporabljajo na približno enak način kot žvečilni gumi. Uporablja ga slaščičarski velikan Wrigley; njegova embalaža Eclipse Breeze Exotic Mint navaja, da izdelek vsebuje »kardamom za nevtralizacijo najtežjih vonjav iz diha«. Vključujejo ga tudi v aromatične grenčice, gin in zeliščne čaje.
V Koreji tavojski kardamom (Wurfbainia villosa var. Xanthioides) in rdeči kardamom (Lanxangia tsao-ko) uporabljajo v čaju, imenovanem jeho-tang.

### Sestava
Vsebnost eteričnega olja semena je odvisna od pogojev skladiščenja in lahko znaša tudi do 8 %. V olju najdemo α-terpineol 45 %, mircen 27 %, limonen 8 %, menton 6 %, β-felandren 3 %, 1,8-cineol 2 %, sabinen 2 % in heptan 2 %. Drugi viri poročajo o 1,8-cineolu (20 do 50 %), α-terpenilacetatu (30 %), sabinenu, limonenu (2 do 14 %) in borneolu.
V semenih okroglega kardamoma z Jave (Wurfbainia compacta) je vsebnost eteričnega olja nižja (2 do 4%), olje pa vsebuje predvsem 1,8-cineol (do 70%) in β-pinen (16%). ); poleg tega najdemo α-pinen, α-terpineol in humulen.

## Svetovna pridelava
| Top ten producers of cardamom – 2017  | Top ten producers of cardamom – 2017 |
| Država                                | Proizvodnja (ton)                    |
| ------------------------------------- | ------------------------------------ |
| Gvatemala                             | 36.259                               |
| Indonezija                            | 34.385                               |
| Indija                                | 30.000                               |
| Nepal                                 | 6521                                 |
| Laos                                  | 3013                                 |
| Grenada                               | 2775                                 |
| Butan                                 | 1086                                 |
| Tanzanija                             | 738                                  |
| Šrilanka                              | 555                                  |
| Honduras                              | 490                                  |
| Svet                                  | 115.822                              |
| Source: FAOSTAT of the United Nations |                                      |

Do začetka 21. stoletja je Gvatemala postala največja proizvajalka kardamoma na svetu s povprečnim letnim donosom med 25.000 in 29.000 tonami. Rastlino je tam leta 1914 predstavil Oscar Majus Kloeffer, nemški sadilec kave. India, formerly the largest producer, since 2000 has been the second worldwide, Indija, prej največja proizvajalka, je od leta 2000 druga na svetu, ki proizvede približno 15.000 ton letno.
Povečano povpraševanje po A. villosum in A. tsao-ko od leta 1980, predvsem s Kitajske, so zadovoljili kmetje, ki živijo na višjih nadmorskih višinah v lokalnih območjih Kitajske, Laosa in Vietnama, ljudje so običajno izolirani od številnih drugih trgov.

## Zgodovina
Proizvodnja kardamoma se je začela v sntičnih časih in je bila v starodavnih sanskrtskih besedilih omenjena kot ela.[24] Babilonci in Asirci so že zgodaj prepoznali zdravstvene koristi začimbe in trgovanje s kardamomom se je odprlo po kopenskih poteh in po medsebojno povezani poti v Perzijskem zalivu, nadzorovani iz Dilmuna, že v 3. tisočletju pr. n. št. v zgodnji bronasti dobi  v zahodno Azijo in sredozemski svet.
Stari Grki so zelo cenili kardamom, grška zdravnika Dioskorid in Hipokrat pa sta pisala o njegovih zdravilnih lastnostih in ga označevala kot pomoč pri prebavi. Zaradi povpraševanja v stari Grčiji in Rimu se je trgovina s kardamomom razvila v čeden luksuzni posel; kardamom je bil ena od začimb, upravičenih do uvoznega davka v Aleksandriji leta 126 n. št. V srednjem veku so Benetke postale glavni uvoznik kardamoma na zahod, skupaj s poprom, nageljnovimi žbicami in cimetom, s katerim se je trgovalo s trgovci iz Levanta s soljo in mesnimi izdelki.
Na Kitajskem je bil Amomum pomemben del gospodarstva med dinastijo Song (960–1279). Leta 1150 je arabski geograf Al-Idrizi opazil, da so kardamom uvažali v Aden v Jemnu iz Indije in Kitajske.
Kasneje, v 16. stoletju, so se v trgovino vključili Portugalci, ko so osvojili zahodno obalo Indije, vendar pa je industrija v širšem obsegu začela zanimati Evropejce šele v 19. stoletju.

## Proizvodne prakse
Po Nairu (2011) je Indija v letih, ko dosega dober pridelek, še vedno manj produktivna kot Gvatemala. Drugi pomembni proizvajalci so Kostarika, Salvador, Honduras, Papuanska Nova Gvineja, Šrilanka, Tanzanija, Tajska in Vietnam.
Velik del proizvodnje kardamoma v Indiji se goji na zasebni posesti ali na območjih, ki jih ima v lasti vlada in jih daje v najem kmetom. Tradicionalno se majhne parcele v gozdu (imenovane eld-kandies), kjer je obstajala divja ali aklimatizirana rastlina, očistijo februarja in marca. Grmičevje se poseka in sežge, korenine močnega plevela pa iztrgajo, da osvobodijo zemljo. Kmalu po čiščenju rastline kardamoma poženejo po vseh pripravljenih parcelah, nato pa, če jih nekaj let pustijo pri miru, imajo lahko do takrat osem do deset listov in dosežejo 30 cm višine. V tretjem letu so lahko visoke 120 cm. V naslednjem maju-juniju so tla ponovno plevelna in od septembra do novembra dobimo majhen pridelek. V četrtem letu se spet pojavi pletje in če se ugotovi, da kardamomi rastejo na razdalji manj kot 180 cm, jih nekaj presadijo na nova mesta. Rastline rodijo tri ali štiri leta, zgodovinsko pa je bila življenjska doba posameznega nasada približno osem ali devet let. Sezone v Malabarju so nekoliko kasnejše kot v Mysoreju in po nekaterih poročilih naj bi bil celoten pridelek dosežen v tretjem letu. Verjeli so tudi, da so gojeni kardamomi nad 600 m boljše kakovosti kot pod to nadmorsko višino.
Rastlino lahko vzgojijo iz semena ali z delitvijo korenike. V približno enem letu sadike dosežejo približno 30 cm dolžine in so pripravljene za presaditev. Sezona cvetenja je od aprila do maja, po nabrekanju v avgustu in septembru pa do prve polovice oktobra običajno doseže želeno stopnjo zorenja. Pridelek se torej pobira oktobra in novembra, v izjemno vlažnem vremenu pa se žetev zavleče v december. V času obiranja se lupine ali poganjki, ki nosijo grozde plodov, odlomijo blizu stebel in jih položijo v košare, obložene s svežimi listi. Plodove razprostrejo po skrbno pripravljenih tleh, včasih pokritih z zastirkami, nato pa jih izpostavijo soncu. Običajno zadostuje štiri ali pet dni skrbnega sušenja in beljenja na soncu, v deževnem vremenu pa je potrebno umetno toplotno sušenje, čeprav plodovi pri tem zelo izgubijo barvo in jih posledično včasih belijo s paro in žveplovo paro ali z orehi ritha.
Industrija je zelo delovno intenzivna in vsak hektar zahteva visoko stopnjo vzdrževanja skozi vse leto. Omejitve proizvodnje so omenjene ponavljajoče se podnebne muhe, odsotnost rednega ponovnega sajenja in ekološke razmere, povezane s krčenjem gozdov.

## Trgovina
Na vzorce povpraševanja in ponudbe pri proizvodnji kardamoma v trgovini vplivajo gibanja cen na nacionalni in mednarodni ravni v 5- do 6-letnih ciklih. Vodilna uvoznika sta Savdova Arabija in Kuvajt [42], drugi pomembni uvozniki pa so Nemčija, Iran, Japonska, Jordanija, Pakistan, Katar, Združeni arabski emirati, Združeno kraljestvo in nekdanja ZSSR. Po podatkih Konference Združenih narodov za trgovino in razvoj se 80 odstotkov celotne porabe kardamoma pojavi na Bližnjem vzhodu.
V 19. stoletju sta bila Bombaj in Madras med glavnimi pristanišči za distribucijo kardamoma. Indijski izvoz v tuje države se je v zgodnjem 20. stoletju povečal, zlasti v Združeno kraljestvo, ki so mu sledile Arabija, Aden, Nemčija, Turčija, Japonska, Perzija in Egipt. Vendar je približno 95 % kardamoma, proizvedenega v Indiji, za domače namene in Indija je sama daleč najpomembnejša država porabnica kardamoma na svetu. Indija tudi uvaža kardamom iz Šrilanke. V letih 1903–1904 je ta uvoz znašal 122.076 kg. Nasprotno pa je lokalna poraba Gvatemale zanemarljiva, kar podpira izvoz večine proizvedenega kardamoma. Sredi 19. stoletja je cejlonski kardamom uvažala predvsem Kanada. Za žafranom in vaniljo je kardamom trenutno tretja najdražja začimba  in se uporablja kot začimba in aroma za hrano in likerje ter v medicini.

## Galerija
- Kardamom
- Črn in zelen kardamom
- Leto dni stara rastlina
- Listi kardamoma
- Cvetoča stebla kardamoma
- Cvet kardamoma
- Sadje in semena kardamoma
- Stroki in semena zelenega kardamoma
- Kozarec zelenega kardamoma
- Stroki belega kardamoma v skledi
- Stroki kardamoma se v Indiji uporabljajo kot začimba